# Francia gyarmatbirodalom
A francia gyarmatbirodalom (francia: Empire colonial français) a tengerentúli gyarmatokat, protektorátusokat és mandátumterületeket foglalta magában, amelyek a 16. századtól kezdődően francia fennhatóság alá kerültek.
Általában két birodalmat különböztetnek meg:
- az „első francia gyarmatbirodalom”, amely 1814-ig létezett, mert a legtöbb terület elveszítették vagy pedig eladták,
- a „második francia gyarmatbirodalom”, amely Algír 1830-as elfoglalásával kezdődött. Ez a gyarmatbirodalom a csúcspontján a történelem egyik legnagyobb birodalma volt. 1945 után azonban gyorsan felbomlott; csak az 1960-as „afrikai évben” (wd) tizennégy francia gyarmat vált függetlenné.

## Történet

### Kezdetek
Verrazano 1524-ben derítette fel az észak-amerikai partokat Franciaország számára, a következő évtizedben pedig Jacques Cartier a Szent Lőrinc folyót tárta fel; a kolóniaalapítási tervei azonban semmivé váltak. A 16. század hátralévő részében a francia gyarmatosítási erőfeszítések a Guanabara-öbölben és Floridában található rövid életű településekre korlátozódtak; a portugál és spanyol éberség miatt azonban mindkettő gyors véget ért. Franciaországot eközben belső vallási viszályok nyugtalanították.

### Első gyarmatbirodalom

#### Észak-Amerika

Francia területek kék színnel Észak-Amerikában (Új-Franciaország) 1750 körül, a hétéves háború előtt

Franciaország gyarmatbirodalmának története valójában 1605-ben kezdődött, amikor megalapították a Port Royalt Észak-Amerikában, Acadia gyarmatán, a mai Kanadához tartozó Új-Skócia területén. Néhány évvel később, 1608-ban Samuel de Champlain megalapította Quebec települését, amely a hatalmas, de ritkán lakott Új-Franciaország gyarmatának fővárosa lett. Champlain legyőzte a régió irokézeit és 1615-re a Huron-tóig eljutott.
Új-Franciaország népessége meglehetősen csekély volt, ami abból fakadt, hogy sokkal nagyobb hangsúlyt fektettek a szőrmekereskedelemre, mint a mezőgazdasági településekre. Közben a katolikus vallási rendek a franciákra nyomást gyakoroltak, hogy térítsék a bennszülött indiánokat katolikus hitre, és a jezsuita rend hamarosan Kanada legfőbb hittérítő testületévé vált. A kereszténység csekély mértékben vonzotta a legtöbb indiánt, akik bár elfogadták a legfelsőbb lény létének gondolatát, de elutasították a keresztény etikát.
Bár a különféle indián törzsekkel kötött szövetségek révén a franciák laza ellenőrzést szereztek az észak-amerikai kontinens nagy részén, a francia települések területei általában a Szt. Lőrinc folyó völgyére korlátozódtak.
Franciaország megszerezte a mai Kanada délkeleti felét és a mai USA teljes középső területét. A régióban egy hatalmas erődrendszer tartotta fenn a kereskedelmi kapcsolatot, amelyek közül sok Illinoisban és a mai Arkansasban összpontosult.

#### Karib-térség
Észak-Amerikán túl 1664-re Franciaország birtokában volt tizennégy az Antillákhoz tartozó sziget, amelyeken ekkor 7000 fehér élt. A főbb birtokok Guadeloupe (1635), Martinique és Saint Lucia (1650) voltak. Majd a legfontosabb karibi gyarmati birtok 1664-ben jött létre, amikor is megalapították Saint-Domingue (a mai Haiti) kolóniát a spanyol Hispaniola sziget nyugati felén. A cukor lett a szigetek fő terménye; a fekete rabszolgák behozatalának dátuma azonban bizonytalan.
A 18. században Saint-Domingue a Karib-térség leggazdagabb cukorgyarmattá nőtte ki magát. Hispaniola keleti fele (a mai Dominikai Köztársaság) szintén francia fennhatóság alá került egy rövid időre, miután 1795-ben Spanyolország átadta Franciaországnak.

#### Dél-Amerika
A dél-amerikai Francia Guyana az 1637 körül alapított Cayenne település körül alakult meg. Bő száz év múlva, 1743-ban Francia Guyanában még mindig csak 600 fehér élt, akik kávé- és kakaótermesztésből tartották fenn magukat.

#### Ázsia, Indiai-óceán
A 17. század elején Anglia és Hollandia mintájára próbáltak létrehozni egy francia Kelet-indiai Társaságot. Közben a nyugat-afrikai Szenegálban 1624-ben kezdtek kereskedelmi állomásokat létesíteni a part mentén.

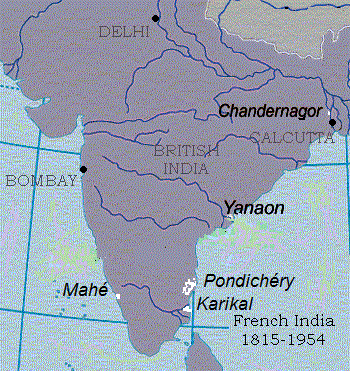
Francia India 1815-ben

A keleti kereskedelemben való versenyben 1664-ben végül megalapították a francia Kelet-indiai Társaságot is.
Gyarmatokat hoztak létre az indiai Chandernagore-ban (1673) és Pondichéryben (1674), később pedig Yanamban (1723), Mahéban (1725) és Karikalban (1739)  (lásd → Francia India).
Az Indiai-óceán más területein is létrehoztak gyarmatokat, így az Île de Bourbon (Réunion, 1664), az Isle de France (Mauritius, 1718) és a Seychelle-szigeteken (1756) is.

#### Az első birodalom vége
A 18. század közepén gyarmati konfliktusok sorozata kezdődött Franciaország és Nagy-Britannia között, amelyek végül az első francia gyarmatbirodalom nagy részének megszűnéséhez vezettek. 
A hétéves háború végén a párizsi béke (1763) arra kényszerítette Franciaországot, hogy amerikai és indiai birtokainak jelentős részét átengedje Nagy-Britanniának.

### Második gyarmatbirodalom
1830 elején X. Károly király és miniszterei, úgy döntöttek, hogy megkezdik Algéria meghódítását, abban a reményben, hogy kielégítik a franciák hódítási szomjúságát és visszaszerzik az elvesztett népszerűséget.
Azonban csak később, az 1870–1871-es francia–porosz háború és a Harmadik Köztársaság megalapítása (1871) után szerezte meg Franciaország későbbi gyarmati birtokainak nagy részét, amellyel a brit birodalom után a világ második legnagyobb gyarmatbirodalmát hozta létre.

#### Afrika

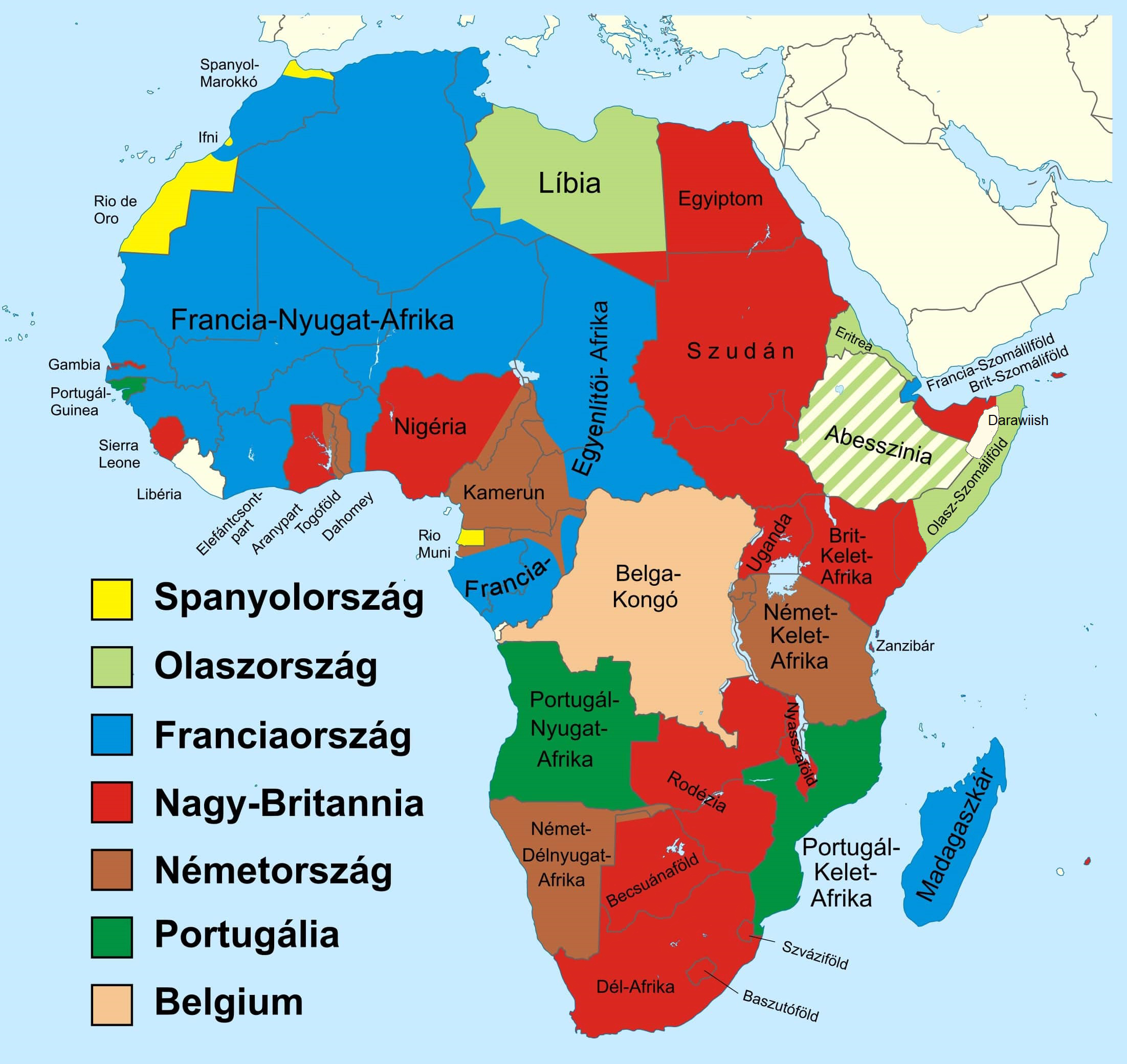
Afrika francia területei kék színnel, 1914-ben

A második francia gyarmatbirodalom kezdete 1830-ban történt, amikor a franciák megszállták Algéria északi részét, amelyet a következő évek során teljesen meg is hódítottak. Franciaország részben Afrikára összpontosított, 1881-ben Tunéziában protektorátust hoztak létre. Ez elindította Afrika felosztását és a kontinens nagy része francia fennhatóság alá került.
1897-ig megszerezte a Szahara nyugati részét, Nyugat- és Közép-Afrika nagy részét. Mivel a meghódított területek lakosságának nagy része muszlim volt, Franciaország az 1890-es évektől puissance musulmane, azaz muszlim alattvalóit irányító birodalmi hatalommá igyekezett válni.
1898-ban Közép-Afrikában, a fashodai incidensben egy francia haderő találkozott a britekkel, de nem akartak háborúba keveredni, végül diplomáciai úton rendezték a konfliktust.

#### Amerika
A III. Napóleon vezette második császárság idején kísérletet tettek egy gyarmati típusú protektorátus létrehozására Mexikóban, de az amerikai polgárháború vége után végül kénytelenek voltak feladni ezt a kísérletet. A mexikói francia beavatkozás 1861-től 1867-ig tartott.

#### Ázsia

A Francia Indokína főbb részei

III. Napóleon Kokinkína (a mai Vietnam legdélibb része) felett is francia irányítást szerzett 1867-ben és 1874-ben, valamint 1863-ban egy Kambodzsa feletti protektorátust.
Kokinkínai bázisukról a franciák 1884-1885-ben birtokba vették Tonkint (a mai Észak-Vietnámban) és Annamot (Vietnam középső része). Ezek Kambodzsával és Kokinkínával együtt 1887-ben megalakították a francia Indokínát (amelyhez 1893-ban Laosz, 1900-ban a kínai Kwang-Csou-Wan is hozzákerült).
Ázsia más részén, így Indiában is voltak kisebb birtokaik.
1849-ben hozták létre a francia koncessziót Sanghajban, amely 1946-ig szólt.

#### Az Indiai- és Csendes-óceán
Franciaország uralta az Indiai-óceán és Óceánia szigetvilágának nagy részét.

#### A második birodalom vége
A francia gyarmatbirodalom a második világháború alatt kezdett szétesni, amikor birodalmuk különböző részeit idegen hatalmak szállták meg (Japán Indokínában, Nagy-Britannia Szíriában, Libanonban és Madagaszkáron, az Egyesült Államok és Nagy-Britannia Marokkóban és Algériában, Németország Tunéziában). Charles de Gaulle azonban fokozatosan visszaállította a francia irányítást, de az ország azonnal szembesült a dekolonizációs mozgalom kezdeteivel.
1954-ben Ázsiában elérkezett a francia gyarmatbirodalom vége, majd 1960-ban Afrikában is. Az egykori francia gyarmatok közül ma sok fejlődő országnak számít.

## Területek
| \| \| - 1534-1763 Kanada - 1534-1763 Új-Franciaország (Kanada, USA) - 1562–1565 Florida - 1564-1569 Fort Carolyn \| - 1604-1713 Acadia - 1610–1763 Felsőföld - 1655-1713 Új föld - 1682–1762 Louisiana \| - 1685-1689 St. Louis (Texas) - 1713-1763 Ile-Royal (Acadia) - 1713-1904 Fr. Novaja Zemlja partja - 1717–1763 Illinois földje \| - 1728-1763 Saint-Jean - 1802–1804 Louisiana - 1816-tól Saint Pierre és Miquelon - 1863–1867 Mexikói Birodalom \| | |                                                                                    | | |
| | - 1534-1763 Kanada - 1534-1763 Új-Franciaország (Kanada, USA) - 1562–1565 Florida - 1564-1569 Fort Carolyn | - 1604-1713 Acadia - 1610–1763 Felsőföld - 1655-1713 Új föld - 1682–1762 Louisiana | - 1685-1689 St. Louis (Texas) - 1713-1763 Ile-Royal (Acadia) - 1713-1904 Fr. Novaja Zemlja partja - 1717–1763 Illinois földje | - 1728-1763 Saint-Jean - 1802–1804 Louisiana - 1816-tól Saint Pierre és Miquelon - 1863–1867 Mexikói Birodalom |

|  | - 1534-1763 Kanada - 1534-1763 Új-Franciaország (Kanada, USA) - 1562–1565 Florida - 1564-1569 Fort Carolyn | - 1604-1713 Acadia - 1610–1763 Felsőföld - 1655-1713 Új föld - 1682–1762 Louisiana | - 1685-1689 St. Louis (Texas) - 1713-1763 Ile-Royal (Acadia) - 1713-1904 Fr. Novaja Zemlja partja - 1717–1763 Illinois földje | - 1728-1763 Saint-Jean - 1802–1804 Louisiana - 1816-tól Saint Pierre és Miquelon - 1863–1867 Mexikói Birodalom |

| \| \| - 1555-1567 Francia-Brazília - 1604-1654 Guyana - 1612-1616 Saint-Louis (Brazília) - 1624-1690 Saint-Martin - 1625-1804 Tortuga - 1626-1651 Saint-Christophe - 1632-1763 Dominika - 1635-1759 Guadeloupe - 1635-1794 Martinique - 1643-1664 Saint Lucie - 1648-1653 St. Barthélemy - 1648-1759 Le Saint - 1648-1691 Marie-Galante - c 1648 La Desirade ¹ \| - 1650-1733 Saint-Croix - 1650-1763 Grenada - 1659-1804 Saint Domingue (Haiti) - 1664-1676 Guyana - 1665-1689 Saint-Christophe - 1666-1723 Saint Lucie - 1674-1784 St. Barthélemy - 1676-1809 Guyana - 1696-1759 Marie-Galante - 1699-1702 Saint-Martin - 1705-1713 Saint-Christophe - 1719-1763 Saint Vincent és a Grenadine-szigetek - 1756-1762 Saint Lucie - 1763-1778 Saint Lucie \| - 1763-1810 Guadeloupe - 1763-1782 Le Saint - 1763-tól Marie- Galante¹ - 1764–1767 Falkland-szigetek - 1765–1783 Turks- és Caicos-szigetek - 1778-1783 Dominika - 1779-1781 Saint-Martin - 1779-1783 Grenada - 1779-1783 Saint Vincent és a Grenadine-szigetek - 1781-1814 Tobago - 1781-1784 Essequibo, Demerara és Berbice - 1782-1783 Montserrat - 1782-1784 Saint-Ostache \| - 1783-1796 Saint Lucie - 1795-1801 Saint-Martin - 1802-1803 Saint Lucie ( Saint Lucia ) - 1802-1809 Martinique - 1802-1809 Le Saint - 1814 -től Guadeloupe¹ - 1815-től Martinique - c 1816 Les Saintes¹ - 1816-tól Szent Márton - 1817-től Guyana - 1877-től Saint Barthélemy - 1930–1946 Inini területe \| | | | | |
| ¹ Les Saintes , Marie-Galante és La Desirade szigetét Guadeloupe kezeli. | | | | |
| | - 1555-1567 Francia-Brazília - 1604-1654 Guyana - 1612-1616 Saint-Louis (Brazília) - 1624-1690 Saint-Martin - 1625-1804 Tortuga - 1626-1651 Saint-Christophe - 1632-1763 Dominika - 1635-1759 Guadeloupe - 1635-1794 Martinique - 1643-1664 Saint Lucie - 1648-1653 St. Barthélemy - 1648-1759 Le Saint - 1648-1691 Marie-Galante - c 1648 La Desirade ¹ | - 1650-1733 Saint-Croix - 1650-1763 Grenada - 1659-1804 Saint Domingue (Haiti) - 1664-1676 Guyana - 1665-1689 Saint-Christophe - 1666-1723 Saint Lucie - 1674-1784 St. Barthélemy - 1676-1809 Guyana - 1696-1759 Marie-Galante - 1699-1702 Saint-Martin - 1705-1713 Saint-Christophe - 1719-1763 Saint Vincent és a Grenadine-szigetek - 1756-1762 Saint Lucie - 1763-1778 Saint Lucie | - 1763-1810 Guadeloupe - 1763-1782 Le Saint - 1763-tól Marie- Galante¹ - 1764–1767 Falkland-szigetek - 1765–1783 Turks- és Caicos-szigetek - 1778-1783 Dominika - 1779-1781 Saint-Martin - 1779-1783 Grenada - 1779-1783 Saint Vincent és a Grenadine-szigetek - 1781-1814 Tobago - 1781-1784 Essequibo, Demerara és Berbice - 1782-1783 Montserrat - 1782-1784 Saint-Ostache | - 1783-1796 Saint Lucie - 1795-1801 Saint-Martin - 1802-1803 Saint Lucie ( Saint Lucia ) - 1802-1809 Martinique - 1802-1809 Le Saint - 1814 -től Guadeloupe¹ - 1815-től Martinique - c 1816 Les Saintes¹ - 1816-tól Szent Márton - 1817-től Guyana - 1877-től Saint Barthélemy - 1930–1946 Inini területe |

|  | - 1555-1567 Francia-Brazília - 1604-1654 Guyana - 1612-1616 Saint-Louis (Brazília) - 1624-1690 Saint-Martin - 1625-1804 Tortuga - 1626-1651 Saint-Christophe - 1632-1763 Dominika - 1635-1759 Guadeloupe - 1635-1794 Martinique - 1643-1664 Saint Lucie - 1648-1653 St. Barthélemy - 1648-1759 Le Saint - 1648-1691 Marie-Galante - c 1648 La Desirade ¹ | - 1650-1733 Saint-Croix - 1650-1763 Grenada - 1659-1804 Saint Domingue (Haiti) - 1664-1676 Guyana - 1665-1689 Saint-Christophe - 1666-1723 Saint Lucie - 1674-1784 St. Barthélemy - 1676-1809 Guyana - 1696-1759 Marie-Galante - 1699-1702 Saint-Martin - 1705-1713 Saint-Christophe - 1719-1763 Saint Vincent és a Grenadine-szigetek - 1756-1762 Saint Lucie - 1763-1778 Saint Lucie | - 1763-1810 Guadeloupe - 1763-1782 Le Saint - 1763-tól Marie- Galante¹ - 1764–1767 Falkland-szigetek - 1765–1783 Turks- és Caicos-szigetek - 1778-1783 Dominika - 1779-1781 Saint-Martin - 1779-1783 Grenada - 1779-1783 Saint Vincent és a Grenadine-szigetek - 1781-1814 Tobago - 1781-1784 Essequibo, Demerara és Berbice - 1782-1783 Montserrat - 1782-1784 Saint-Ostache | - 1783-1796 Saint Lucie - 1795-1801 Saint-Martin - 1802-1803 Saint Lucie ( Saint Lucia ) - 1802-1809 Martinique - 1802-1809 Le Saint - 1814 -től Guadeloupe¹ - 1815-től Martinique - c 1816 Les Saintes¹ - 1816-tól Szent Márton - 1817-től Guyana - 1877-től Saint Barthélemy - 1930–1946 Inini területe |

| \| \| - 1560-1829 Al-Kála - 1756-1763 Menorca - 1768-ból Korzika - 1797-1802 Jón-szigetek - 1798-1800 Málta - 1798-1801 Egyiptom \| - 1807-1809 Jón-szigetek ( Görögország ) - 1830-1962 Algéria - 1881-1956 Tunézia - 1902-1962 Algériai Szahara - 1912-1956 Marokkó \| - 1915-1921 Kasztelórizo - 1918-1921 Kilikia - 1920-1946 Szíria - 1920-1924 Aleppo állam - 1920-1924 Damaszkusz állam - 1920-1936 alavita állam (wd) \| - 1920-1946 Nagy -Libanon¹ ( Libanon ) - 1921-1938 Alexandrettai Szandzsák (wd) - 1921-1936 Dzsabal al-Druz¹ - 1939-1944 Dzsabal al-Druz¹ - 1943-1951 Fezzan - 1956-1963 Bizerte \| | | | | |
| | | | | |
| | - 1560-1829 Al-Kála - 1756-1763 Menorca - 1768-ból Korzika - 1797-1802 Jón-szigetek - 1798-1800 Málta - 1798-1801 Egyiptom | - 1807-1809 Jón-szigetek ( Görögország ) - 1830-1962 Algéria - 1881-1956 Tunézia - 1902-1962 Algériai Szahara - 1912-1956 Marokkó | - 1915-1921 Kasztelórizo - 1918-1921 Kilikia - 1920-1946 Szíria - 1920-1924 Aleppo állam - 1920-1924 Damaszkusz állam - 1920-1936 alavita állam | - 1920-1946 Nagy -Libanon¹ ( Libanon ) - 1921-1938 Alexandrettai Szandzsák - 1921-1936 Dzsabal al-Druz¹ - 1939-1944 Dzsabal al-Druz¹ - 1943-1951 Fezzan - 1956-1963 Bizerte |

|  | - 1560-1829 Al-Kála - 1756-1763 Menorca - 1768-ból Korzika - 1797-1802 Jón-szigetek - 1798-1800 Málta - 1798-1801 Egyiptom | - 1807-1809 Jón-szigetek ( Görögország ) - 1830-1962 Algéria - 1881-1956 Tunézia - 1902-1962 Algériai Szahara - 1912-1956 Marokkó | - 1915-1921 Kasztelórizo - 1918-1921 Kilikia - 1920-1946 Szíria - 1920-1924 Aleppo állam - 1920-1924 Damaszkusz állam - 1920-1936 alavita állam | - 1920-1946 Nagy -Libanon¹ ( Libanon ) - 1921-1938 Alexandrettai Szandzsák - 1921-1936 Dzsabal al-Druz¹ - 1939-1944 Dzsabal al-Druz¹ - 1943-1951 Fezzan - 1956-1963 Bizerte |

| \| \| - 1638-1809 Saint-Louis (Szenegál) - 1681-1857 Albreda (Gambia) - 1695–1697 James-sziget (Gabon) - 1702–1779 James-sziget - 1817-1902 Szenegál - 1839-1960 Gabon - 1843-1960 Elefántcsontpart (Elefántcsontpart) - 1865-1891 Rivières du Sud (wd) \| - 1880-1960 Szudán - 1882-1910 Kongó - 1883-1904 Porto-Novo - 1890-1902 Niger - 1891-1958 Guinea (Guinea) - 1895–1958 Francia Nyugat-Afrika - 1900-1960 francia Csád - 1901-1960 Mauritánia \| - 1902-1904 Szenegambia és Niger - 1903-1960 Ubangi-Chari (wd) - 1904–1922 Felső-Szenegál és Niger - 1904-1958 Dahomey - 1906-1960 Közép-Kongó ( Kongói Köztársaság ) - 1910-1958 Egyenlítői-Afrika - 1916-1960 Togo² (Togo) \| - 1918-1960 Kamerun (Kamerun) - 1919-1932 Felső-Volta - 1922-1958 Niger - 1922-1960 Szenegál - 1947-1958 Felső-Volta (Burkina Faso) - 1958-1960 Dahomey Köztársaság (Benin) - 1958-1960 Szudáni Köztársaság - 1959–1960 Mali Szövetsége (Mali) \| | | | | |
| | | | | |
| | - 1638-1809 Saint-Louis (Szenegál) - 1681-1857 Albreda (Gambia) - 1695–1697 James-sziget (Gabon) - 1702–1779 James-sziget - 1817-1902 Szenegál - 1839-1960 Gabon - 1843-1960 Elefántcsontpart (Elefántcsontpart) - 1865-1891 Rivières du Sud | - 1880-1960 Szudán - 1882-1910 Kongó - 1883-1904 Porto-Novo - 1890-1902 Niger - 1891-1958 Guinea (Guinea) - 1895–1958 Francia Nyugat-Afrika - 1900-1960 francia Csád - 1901-1960 Mauritánia | - 1902-1904 Szenegambia és Niger - 1903-1960 Ubangi-Chari - 1904–1922 Felső-Szenegál és Niger - 1904-1958 Dahomey - 1906-1960 Közép-Kongó ( Kongói Köztársaság ) - 1910-1958 Egyenlítői-Afrika - 1916-1960 Togo² (Togo) | - 1918-1960 Kamerun (Kamerun) - 1919-1932 Felső-Volta - 1922-1958 Niger - 1922-1960 Szenegál - 1947-1958 Felső-Volta (Burkina Faso) - 1958-1960 Dahomey Köztársaság (Benin) - 1958-1960 Szudáni Köztársaság - 1959–1960 Mali Szövetsége (Mali) |

|  | - 1638-1809 Saint-Louis (Szenegál) - 1681-1857 Albreda (Gambia) - 1695–1697 James-sziget (Gabon) - 1702–1779 James-sziget - 1817-1902 Szenegál - 1839-1960 Gabon - 1843-1960 Elefántcsontpart (Elefántcsontpart) - 1865-1891 Rivières du Sud | - 1880-1960 Szudán - 1882-1910 Kongó - 1883-1904 Porto-Novo - 1890-1902 Niger - 1891-1958 Guinea (Guinea) - 1895–1958 Francia Nyugat-Afrika - 1900-1960 francia Csád - 1901-1960 Mauritánia | - 1902-1904 Szenegambia és Niger - 1903-1960 Ubangi-Chari - 1904–1922 Felső-Szenegál és Niger - 1904-1958 Dahomey - 1906-1960 Közép-Kongó ( Kongói Köztársaság ) - 1910-1958 Egyenlítői-Afrika - 1916-1960 Togo² (Togo) | - 1918-1960 Kamerun (Kamerun) - 1919-1932 Felső-Volta - 1922-1958 Niger - 1922-1960 Szenegál - 1947-1958 Felső-Volta (Burkina Faso) - 1958-1960 Dahomey Köztársaság (Benin) - 1958-1960 Szudáni Köztársaság - 1959–1960 Mali Szövetsége (Mali) |

|  | - 1642-1810 Ile-Bourbon / Réunion - 1643–1674 Fort Dauphin kolónia - 1674-1954 Pondicherry - 1688-1757 Chandernagore - 1691-1810 Rodriguez-sziget - 1715-1810 Île-de-France ( Mauritius ) - 1722-1810 St. Brandon - 1724-1761 Mahé - 1731-1757 Yanaon (India) - 1746-1749 Madras - 1750-1954 Karikal (India) - 1756-1810 Seychelle-szigetek - 1763-1779 Mahé | - 1763-1778 Yanaon (Francia India része) - 1763-1794 Chandernagore - 1769-1954 -es birtokok Indiában - 1770-1814 Chagos-szigetcsoport - 1772-1955 Kerguelen-szigetcsoport - 1772-1955 Crozet-szigetek - 1782-1783 Trincomalee - 1785-1793 Mahé - 1785-1793 Yanaon - 1810-1955 Tromelin-sziget - 1808-1814 Agalega-szigetek - 1814-1954 Mahé | - 1816-1954 Yanaon - 1816-1950 Chandernagore - 1837-1955 Adélie - 1841 óta Mayotte - 1843-1955 Saint-Paul-sziget - 1843-1955 Amszterdam-sziget - 1882–1897 Madagaszkár protektorátus - 1884–1896 Obock protektorátus - 1886-1912 Grand Comore - 1886-1912 Anjouan - 1886-1912 Moheli - 1892-1960 Glorioso-szigetek - 1894-1896 Dzsibuti | - 1896-1967 Francia Szomáliföld - 1897-1960 Bank du Geyser - 1897– Európa-sziget - 1897-1960 Juan de Nova - 1897-1960 Bassas da India - 1897-1960 Madagaszkár - 1912–1975 Comore-szigetek ( Comore-szigeteki Unió ) - 1955 óta Déli és Antarktiszi Területek - 1967–1977 francia Afar és Issa Terület ( Dzsibuti ) - 2005 óta Eparce-szigetek |

| \| \| - 1842-1859 Marquises-szigetek - 1843-1880 Tahiti Királyság - 1844–1880 Gambier-szigetek - 1845-1846 Basilan (Fülöp-szigetek) - 1849-1946 sanghaji koncesszió - 1853-tól Új-Kaledónia - 1858–1897 Clipperton-sziget - 1859-1946 koncesszió a Chamien-szigeten - 1860-1946 koncesszió Tiencsinben \| - 1862–1887 Kokinkína - 1863–1887 Kambodzsa Protektorátus (Kambodzsa) - 1870–1880 Marquises-szigetek - 1880 Társaság-szigetek - 1880 Tuamotu-szigetek - 1880 Ausztrál-szigetek - 1880-1946 Fr. birtokok Óceániában - 1884-1885 Keelun (Tajvan) \| - 1884–1887 Tonkin protektorátus (Észak-Vietnám) - 1885 Pescadores - 1886 óta Wallis és Futuna-szigetek - 1888-1895 Bora Bora Királyság - 1874–1887 Annam protektorátus (Vietnám) - 1886-1946 Hankow koncesszió (Vuhan) - 1887-1954 Francia Indokína - 1893–1899 Laosz Protektorátus (Laosz) - 1898-1943 Kanton \| - 1906-1980 Új-Hebridák¹ (Vanuatu) - 1930-1941 Spratly-szigetek - 1930-1939 Paracel-szigetek - 1931 óta a Clipperton-sziget - 1945-1946 Kanton - 1945-1954 Spratly-szigetek - 1945-1954 Paracel-szigetek - 1946 óta Francia Polinézia - 1949-1955 Vietnam állam \| | | | | |
| ¹ Társtulajdon Nagy-Britanniával. | | | | |
| | - 1842-1859 Marquises-szigetek - 1843-1880 Tahiti Királyság - 1844–1880 Gambier-szigetek - 1845-1846 Basilan (Fülöp-szigetek) - 1849-1946 sanghaji koncesszió - 1853-tól Új-Kaledónia - 1858–1897 Clipperton-sziget - 1859-1946 koncesszió a Chamien-szigeten - 1860-1946 koncesszió Tiencsinben | - 1862–1887 Kokinkína - 1863–1887 Kambodzsa Protektorátus (Kambodzsa) - 1870–1880 Marquises-szigetek - 1880 Társaság-szigetek - 1880 Tuamotu-szigetek - 1880 Ausztrál-szigetek - 1880-1946 Fr. birtokok Óceániában - 1884-1885 Keelun (Tajvan) | - 1884–1887 Tonkin protektorátus (Észak-Vietnám) - 1885 Pescadores - 1886 óta Wallis és Futuna-szigetek - 1888-1895 Bora Bora Királyság - 1874–1887 Annam protektorátus (Vietnám) - 1886-1946 Hankow koncesszió (Vuhan) - 1887-1954 Francia Indokína - 1893–1899 Laosz Protektorátus (Laosz) - 1898-1943 Kanton | - 1906-1980 Új-Hebridák¹ (Vanuatu) - 1930-1941 Spratly-szigetek - 1930-1939 Paracel-szigetek - 1931 óta a Clipperton-sziget - 1945-1946 Kanton - 1945-1954 Spratly-szigetek - 1945-1954 Paracel-szigetek - 1946 óta Francia Polinézia - 1949-1955 Vietnam állam |

|  | - 1842-1859 Marquises-szigetek - 1843-1880 Tahiti Királyság - 1844–1880 Gambier-szigetek - 1845-1846 Basilan (Fülöp-szigetek) - 1849-1946 sanghaji koncesszió - 1853-tól Új-Kaledónia - 1858–1897 Clipperton-sziget - 1859-1946 koncesszió a Chamien-szigeten - 1860-1946 koncesszió Tiencsinben | - 1862–1887 Kokinkína - 1863–1887 Kambodzsa Protektorátus (Kambodzsa) - 1870–1880 Marquises-szigetek - 1880 Társaság-szigetek - 1880 Tuamotu-szigetek - 1880 Ausztrál-szigetek - 1880-1946 Fr. birtokok Óceániában - 1884-1885 Keelun (Tajvan) | - 1884–1887 Tonkin protektorátus (Észak-Vietnám) - 1885 Pescadores - 1886 óta Wallis és Futuna-szigetek - 1888-1895 Bora Bora Királyság - 1874–1887 Annam protektorátus (Vietnám) - 1886-1946 Hankow koncesszió (Vuhan) - 1887-1954 Francia Indokína - 1893–1899 Laosz Protektorátus (Laosz) - 1898-1943 Kanton | - 1906-1980 Új-Hebridák¹ (Vanuatu) - 1930-1941 Spratly-szigetek - 1930-1939 Paracel-szigetek - 1931 óta a Clipperton-sziget - 1945-1946 Kanton - 1945-1954 Spratly-szigetek - 1945-1954 Paracel-szigetek - 1946 óta Francia Polinézia - 1949-1955 Vietnam állam |

|  | - 1642-1810 Ile-Bourbon / Réunion - 1643–1674 Fort Dauphin kolónia - 1674-1954 Pondicherry - 1688-1757 Chandernagore - 1691-1810 Rodriguez-sziget - 1715-1810 Île-de-France ( Mauritius ) - 1722-1810 St. Brandon - 1724-1761 Mahé - 1731-1757 Yanaon (India) - 1746-1749 Madras - 1750-1954 Karikal (India) - 1756-1810 Seychelle-szigetek - 1763-1779 Mahé | - 1763-1778 Yanaon (Francia India része) - 1763-1794 Chandernagore - 1769-1954 -es birtokok Indiában - 1770-1814 Chagos-szigetcsoport - 1772-1955 Kerguelen-szigetcsoport - 1772-1955 Crozet-szigetek - 1782-1783 Trincomalee - 1785-1793 Mahé - 1785-1793 Yanaon - 1810-1955 Tromelin-sziget - 1808-1814 Agalega-szigetek - 1814-1954 Mahé | - 1816-1954 Yanaon - 1816-1950 Chandernagore - 1837-1955 Adélie - 1841 óta Mayotte - 1843-1955 Saint-Paul-sziget - 1843-1955 Amszterdam-sziget - 1882–1897 Madagaszkár protektorátus - 1884–1896 Obock protektorátus - 1886-1912 Grand Comore - 1886-1912 Anjouan - 1886-1912 Moheli - 1892-1960 Glorioso-szigetek - 1894-1896 Dzsibuti | - 1896-1967 Francia Szomáliföld - 1897-1960 Bank du Geyser - 1897– Európa-sziget - 1897-1960 Juan de Nova - 1897-1960 Bassas da India - 1897-1960 Madagaszkár - 1912–1975 Comore-szigetek ( Comore-szigeteki Unió ) - 1955 óta Déli és Antarktiszi Területek - 1967–1977 francia Afar és Issa Terület ( Dzsibuti ) - 2005 óta Eparce-szigetek |

| \| \| - 1842-1859 Marquises-szigetek - 1843-1880 Tahiti Királyság - 1844–1880 Gambier-szigetek - 1845-1846 Basilan (Fülöp-szigetek) - 1849-1946 sanghaji koncesszió - 1853-tól Új-Kaledónia - 1858–1897 Clipperton-sziget - 1859-1946 koncesszió a Chamien-szigeten - 1860-1946 koncesszió Tiencsinben \| - 1862–1887 Kokinkína - 1863–1887 Kambodzsa Protektorátus (Kambodzsa) - 1870–1880 Marquises-szigetek - 1880 Társaság-szigetek - 1880 Tuamotu-szigetek - 1880 Ausztrál-szigetek - 1880-1946 Fr. birtokok Óceániában - 1884-1885 Keelun (Tajvan) \| - 1884–1887 Tonkin protektorátus (Észak-Vietnám) - 1885 Pescadores - 1886 óta Wallis és Futuna-szigetek - 1888-1895 Bora Bora Királyság - 1874–1887 Annam protektorátus (Vietnám) - 1886-1946 Hankow koncesszió (Vuhan) - 1887-1954 Francia Indokína - 1893–1899 Laosz Protektorátus (Laosz) - 1898-1943 Kanton \| - 1906-1980 Új-Hebridák¹ (Vanuatu) - 1930-1941 Spratly-szigetek - 1930-1939 Paracel-szigetek - 1931 óta a Clipperton-sziget - 1945-1946 Kanton - 1945-1954 Spratly-szigetek - 1945-1954 Paracel-szigetek - 1946 óta Francia Polinézia - 1949-1955 Vietnam állam \| | | | | |
| ¹ Társtulajdon Nagy-Britanniával. | | | | |
| | - 1842-1859 Marquises-szigetek - 1843-1880 Tahiti Királyság - 1844–1880 Gambier-szigetek - 1845-1846 Basilan (Fülöp-szigetek) - 1849-1946 sanghaji koncesszió - 1853-tól Új-Kaledónia - 1858–1897 Clipperton-sziget - 1859-1946 koncesszió a Chamien-szigeten - 1860-1946 koncesszió Tiencsinben | - 1862–1887 Kokinkína - 1863–1887 Kambodzsa Protektorátus (Kambodzsa) - 1870–1880 Marquises-szigetek - 1880 Társaság-szigetek - 1880 Tuamotu-szigetek - 1880 Ausztrál-szigetek - 1880-1946 Fr. birtokok Óceániában - 1884-1885 Keelun (Tajvan) | - 1884–1887 Tonkin protektorátus (Észak-Vietnám) - 1885 Pescadores - 1886 óta Wallis és Futuna-szigetek - 1888-1895 Bora Bora Királyság - 1874–1887 Annam protektorátus (Vietnám) - 1886-1946 Hankow koncesszió (Vuhan) - 1887-1954 Francia Indokína - 1893–1899 Laosz Protektorátus (Laosz) - 1898-1943 Kanton | - 1906-1980 Új-Hebridák¹ (Vanuatu) - 1930-1941 Spratly-szigetek - 1930-1939 Paracel-szigetek - 1931 óta a Clipperton-sziget - 1945-1946 Kanton - 1945-1954 Spratly-szigetek - 1945-1954 Paracel-szigetek - 1946 óta Francia Polinézia - 1949-1955 Vietnam állam |

|  | - 1842-1859 Marquises-szigetek - 1843-1880 Tahiti Királyság - 1844–1880 Gambier-szigetek - 1845-1846 Basilan (Fülöp-szigetek) - 1849-1946 sanghaji koncesszió - 1853-tól Új-Kaledónia - 1858–1897 Clipperton-sziget - 1859-1946 koncesszió a Chamien-szigeten - 1860-1946 koncesszió Tiencsinben | - 1862–1887 Kokinkína - 1863–1887 Kambodzsa Protektorátus (Kambodzsa) - 1870–1880 Marquises-szigetek - 1880 Társaság-szigetek - 1880 Tuamotu-szigetek - 1880 Ausztrál-szigetek - 1880-1946 Fr. birtokok Óceániában - 1884-1885 Keelun (Tajvan) | - 1884–1887 Tonkin protektorátus (Észak-Vietnám) - 1885 Pescadores - 1886 óta Wallis és Futuna-szigetek - 1888-1895 Bora Bora Királyság - 1874–1887 Annam protektorátus (Vietnám) - 1886-1946 Hankow koncesszió (Vuhan) - 1887-1954 Francia Indokína - 1893–1899 Laosz Protektorátus (Laosz) - 1898-1943 Kanton | - 1906-1980 Új-Hebridák¹ (Vanuatu) - 1930-1941 Spratly-szigetek - 1930-1939 Paracel-szigetek - 1931 óta a Clipperton-sziget - 1945-1946 Kanton - 1945-1954 Spratly-szigetek - 1945-1954 Paracel-szigetek - 1946 óta Francia Polinézia - 1949-1955 Vietnam állam |

## Demográfia
|                                                     | 1921       | 1926        | 1931        | 1936        |
| --------------------------------------------------- | ---------- | ----------- | ----------- | ----------- |
| Európai Franciaország                               | 39.140.000 | 40.710.000  | 41.550.000  | 41.500.000  |
| Gyarmatok, protektorátusok és megszerzett területek | 55.556.000 | 59.474.000  | 64.293.000  | 69.131.000  |
| Teljes                                              | 94.696.000 | 100.184.000 | 105.843.000 | 110.631.000 |
| A világ népességének százalékos aránya              | 5,0%       | —           | 5,1%        | -           |
| Források: INSEE, SGF                                |            |             |             |             |

## Fordítás
- Területek: Ez a szócikk részben vagy egészben  a(z)   Колонии Франции című orosz Wikipédia-szócikk fordításán alapul.  Az eredeti cikk szerkesztőit annak laptörténete sorolja fel. Ez a jelzés csupán a megfogalmazás eredetét és a szerzői jogokat jelzi, nem szolgál a cikkben szereplő információk forrásmegjelöléseként.